# Daniel Arnefjord
Daniel Arnefjord (* 21. März 1979 in Stockholm) ist ein ehemaliger schwedischer Fußballspieler. Der Innenverteidiger hat über 300 Spiele in der Allsvenskan und der Superettan bestritten.

## Werdegang
Arnefjord spielte in der Jugend bei Järva KFUM und IF Brommapojkarna, wo er 1997 in der zweitklassigen Division 1 debütierte. Am Ende der Spielzeit schloss er sich dem Drittligisten Café Opera an, mit dem er in die zweite Liga aufstieg. In den folgenden Jahren besaß er einen Stammplatz in der Innenverteidigung des Zweitligisten. Nachdem der Klub mit Väsby IK zu Väsby United fusionierte, blieb er dem Fusionsverein noch eine Saison treu. 
2006 wechselte Arnefjord zu AIK, der in die Allsvenskan aufgestiegen war. Ein bitterer Moment war sein Eigentor gegen Helsingborgs IF kurz vor Saisonende, bei dem er mit einer misslungenen Kopfballrückgabe den Torhüter Daniel Örlund überraschte. Das Spiel endete unentschieden, und am Saisonende zwei Wochen später hatte AIK als Vizemeister bei besserem Torverhältnis einen Punkt Rückstand auf Meister IF Elfsborg. In zweieinhalb Jahren beim mehrfachen schwedischen Meister konnte er sich nie dauerhaft durchsetzen.
Im August 2008 verließ Arnefjord Schweden und schloss sich dem norwegischen Klub Aalesunds FK an, wo er mit Trainer Sören Åkeby und Mittelfeldspieler Johan Arneng auf zwei Landsmänner traf. In der Tippeligaen war er auf Anhieb Stammspieler. Während der Klub vornehmlich im hinteren Tabellenbereich reüssierte, erreichte er 2009 unter Leitung von Trainer Kjetil Rekdal das Endspiel um den Landespokal. Während die Mannschaft um Glenn Roberts, Anders Lindegaard, Khari Stephenson und Mannschaftskapitän Arneng sich im Elfmeterschießen gegen Molde FK durchsetzte, musste er das Finale aufgrund einer Gelbsperre von außerhalb des Spielfeldes beobachten. Zwischenzeitlich selbst zum Mannschaftskapitän führte er zwei Jahre später die Mannschaft erneut ins Pokalendspiel. Gegen Brann Bergen gewann sie erneut den Titel.